# Київська вулиця (Чернігів)
Київська вулиця — вулиця в Деснянському районі міста Чернігова. Пролягає від проспекту Миру до вулиці 77-ї Гвардійської дивізії, історично сформована місцевість (район) Ковалівка та Берізки.
Примикають вулиці П'ятницька, Мстиславська, Гонча, 2-а набережна, Фікселя, Любомира Боднарука, Підгірна, Самойловича, Марко Вовчок, Північна, провулок Любомира Боднарука, Володимирська, Миколи Міхновського, Короленка, Сосновий провулок, провулок Короленка, Довженка, Кибальчича, Грибоєдова.

## Історія
Вулиця прокладена наприкінці XVIII — на початку XIX століть, згідно з регулярними планами міста 1786 та 1805 років, ймовірно, по одному зі шляхів чернігівського Дитинця — Передгороддя, що виник за часів Русі-України. Це підтверджують археологічні дослідження 1970—1980 років, під час яких було виявлено залишки житла та металообробних майстерень з північного боку вулиці — колишнє передмістя Ковалівка.
Початок вулиці (до річки Стрижень) у повоєнні роки значно змінився: було збудовано торговий центр «Дружба» (зараз «ЦУМ Чернігів», проспект Миру № 49) на розі з вулицею Леніна та багатоповерхові житлові будинки за типовими проєктами, але при цьому були збережені дерев'яні садибні будинки. До 1985 року на розі з П'ятницькою вулицею стояв будинок, де розташовувалося фортепіанне виробництво Якушевського. На його місці було збудовано 9-поверховий будинок (№ 7/49) за проєктом київського інституту «Діпродівільпромбуд».
23 червня 2009 року, рішенням 39-ї сесії 5-го скликання Чернігівської міської ради, було ліквідовано школу № 8 (будинок № 23) — зараз тут розташований Чернігівський окружний адміністративний суд.
У 2010-ті роки на місці зелених насаджень, що на розі Київської та П'ятницької вулиць, розпочалося будівництво готельно-офісного комплексу. У 2018 році відновилося будівництво 14-поверхового будинку (бізнес-центр «Блек-Вуд-Тауер») на розі Київської та П'ятницької вулиць для проекту архітектурного бюро «33by»; облицьований каменем (сланець) та склом. На місці ліквідованої садибної забудови (будинок № 7, який до 2013 року був у напівзруйнованому стані), будується 16-поверховий житловий цегляний будинок. На місці ліквідованої садибної забудови Гончої вулиці (№ 62 — історичний будинок — і 62А) між Зеленою та Київською вулицями планується будівництво 10-поверхового житлового будинку.

## Забудова
Вулиця пролягає в північно-східному напрямку по історичній місцевості Ковалівка, потім мостом перетинає річку Стрижень, далі, після поворот, пролягає в більш північному напрямку через історичну місцевість Березки до Ялівщини . Початок вулиці парна та непарна сторони зайняті багатоповерховою (9-поверхові будинки, кілька 5-поверхових) житловою забудовою, установами обслуговування, садибною забудовою, частково малоповерховою житловою забудовою (три 2-поверхові будинки). Далі (після примикання Гончої вулиці) вулиця зайнята лише садибною забудовою.
Вздовж вулиці збереглися дерев'яні будинки 19 — початку 20 століть: одноповерхові будинки з оригінальним різьбленням дверей та карнизів № 12, 21, 27, 31, 41, 42, 44, 45, 66. Стіни будинку № 38 облицьовані спеціальними квадратними металевими плитами. На розі з Гончою вулицею розташований будинок із житловим «льохом». На Застриженні зберігся пам'ятник промислової архітектури початку 20 століття — будинок колишнього пивзаводу Орловського (нині продовольча компанія Ясень, будинок № 58). Усередині багатоповерхової забудови Гончої вулиці (будинки № 75, 78) розташована пам'ятка архітектури Особняк Спановського (будинок № 14 Б) — садибний будинок 19 століття; також має адресу будинок № 1 по вулиці Немировича-Данченка .
|                                                                               |                                                                     |                                                                     |                                                          |
| між Мстиславською та П'ятницькою ліворуч історичний 2-поверховий будинок № 13 | між Гончою та Мстиславською ліворуч історичні будинки № 21 та 19/63 | між річкою Стрижень та Гончою праворуч Костел Зіслання Святого Духа | вулиця на Застриженні зліва продовольча компанія «Ясень» |

Установи:
1. будинок № 9 — Управління Державної казначейської служби України в місті Чернігові
2. будинок № 11 — бізнес-центр «Блек-Вуд-Тауер»
3. будинок № 14 А — «Чернігівводоканал» абонентський відділ
4. будинок № 17 — «Чернігівський облавтодор»
5. будинок № 20 — Костел Зіслання Святого Духа
6. будинок № 23 — Чернігівський окружний адміністративний суд — до 2009 року була школа № 8
7. будинок № 30 — дитсадок № 1
8. будинок № 58 — продовольча компанія «Ясень»

Пам'ятники архітектури:
1. будинок № 14 Б — Особняк Спановського (XIX століття) — архітектури місцевого значення

Є ряд рядових історичних будівель, що не є пам'ятками архітектури та історії : двоповерховий будинок № 13, садибні будинки № № 19/63 та 21.